# تاكيش أوكي
تاكيش أوكي (باليابانية: 大木 武) (16 يوليو 1961 في شيزوكا في اليابان – )؛ هو لاعب كرة قدم ياباني سابق كان يلعب كلاعب وسط.

## وصلات خارجية
- تاكيش أوكي على موقع قاعدة بيانات كرة القدم.إي يو (الإنجليزية)
- تاكيش أوكي على موقع Soccerway.com (الإنجليزية)
- تاكيش أوكي على موقع عالم كرة القدم.نت (الإنجليزية)

- J.League Data Site (باليابانية)